# 藤原宏
藤原 宏（ふじわら ひろし、1921年8月1日 - 2008年10月2日）は、日本の国語教育学者。国語・書写を担当した。兵庫教育大学教授・早稲田大学教育学部教授を歴任。

## 略歴
東京出身。東京大学文学部支那文学哲学科卒。1956年同大学院修了。1965年文部省初等中等教育局教科書審査官、1975年兵庫教育大学教授、早稲田大学教育学部教授、1992年定年退任。

## 著作
- 『新しい国語表記』ぎょうせい1976
- 『小学校教育課程講座 国語』ぎょうせい 1977
- 『国語科の新展開』明治図書出版 1978
- 『注解常用漢字表 新しい国語表記』ぎょうせい 1981
- 『関係把握による読み方指導』明治図書出版 1984
- 『新旧学習指導要領の対比と考察 小学校国語科』明治図書出版 1989

### 共編著
- 『作文指導の基本と応用』杉山愛子共編著 新光閣書店 1966
- 『国語科書写指導講座』全4巻 細矢肇共編著 明治書院 1968
- 『小学校学習指導要領改定の要点 主要四教科国語・社会・算数・理科編』共著 三晃書房 1968
- 『小学校・読書指導講座』全6巻 井沢純共編 明治図書出版 1968
- 『書写指導の理論と実践』細矢肇共編 明治図書出版 1968
- 『国語科書写指導講座』全6巻 細矢肇共編著 明治書院 1969
- 『小学校国語科教育法概説』倉沢栄吉,増淵恒吉共編 有精堂出版 1969
- 『新学習指導要領に基づく作文指導計画とその展開』栃木県今市小学校共著 明治図書 1970
- 『小学校国語科指導事典』倉沢栄吉,野地潤家共編 第一法規出版 1971
- 『書写指導事典』伊東寿ほか共編 第一法規出版 1971
- 『国語科研究授業細案』瀬川栄志共編 明治図書出版 新学習指導要領の研究授業シリーズ　1972
- 『小学校教材・教具の活用 8 国語』編著 帝国地方行政学会 1972
- 『書写指導のすすめ方 小学校』細矢肇,関岡猪蔵共編著 帝国地方行政学会 1972
- 『新しい国語表記 音訓及び送り仮名の付け方』編 帝国地方行政学会 1973
- 『思考と創造を高める読みの指導』栃木県塩原小学校共著 明治図書出版 1973
- 『書写・書道教育原理』加藤達成共編 講談社 1973
- 『読解・読書指導事典』倉沢栄吉共編 第一法規出版 1973
- 『毛筆硬筆書写字典』永田光風共編 講談社 1973
- 『学校教育における新音訓・送り仮名必携』編著 明治図書 1974
- 『国語科読みの指導を生かす教材分析』富山県福岡小学校共著 明治図書出版 1975
- 『国語科類型的指導過程の活用』編 明治図書出版 小学校教育研究講座 1975
- 『小学校国語科の精選・集約 ゆとりある授業の創造をめざして』瀬川栄志共編著 みずうみ書房 1976
- 『新しい国語科指導法の創造 基本類型と実践例』共編著 学習研究社 1977
- 『表記・文法指導事典』岩淵悦太郎共編 第一法規出版 1977
- 『小学校国語科 新学習指導要領の指導事例集』瀬川栄志共編 明治図書出版 1978
- 『書写・書道用語辞典』加藤達成、氷田作治、堀江知彦共編 第一法規出版 1978
- 『漢字書き順字典』編 第一法規出版 1979
- 『小学校国語科の内容と指導のポイント 新しい国語教育を進めるために』渡辺富美雄共編 東洋館出版社 シリーズ・新しい学習内容と指導のポイント 1979
- 『新国語科教育講座』飛田多喜雄共編 明治図書出版 1979
- 『文字の書き方』氷田光風共編 講談社学術文庫 1979
- 『小学校教育実践講座 5 基礎的・基本的事項の習得と発展 国語』共編著 ぎょうせい 1980
- 『小学校新指導要録図解ハンドブック 小学校児童指導要録:様式と記入の実際』編 明治図書出版 1980
- 『小学校新教育課程実践指導事例集　国語・社会』共編 第一法規出版 1980
- 『中学校教育実践講座 6 国語の主体的・協力的授業』共編著 ぎょうせい 1981
- 『わかりやすい国語の授業 小学校』渡辺富美雄共編著 東洋館出版社 1981
- 『わかりやすい書写の授業 内容と展開と評価』共編著 東洋館出版社 1981
- 『小学校作文指導実践事典』共編著 教育出版 1982
- 『学級を生かす国語科の授業』共編著 教育出版 シリーズ・指導の工夫 1983
- 『模範漢字くずし方字典』氷田作治共編 第一法規出版 1983
- 『現代小学校学級担任事典 第2-4巻 国語科授業研究』栗岩英雄共編集 ぎょうせい 1984
- 『小学校文学教材指導実践事典』共編集 教育出版 1984
- 『小学校説明文教材指導実践事典』長谷川孝士共編著 教育出版 1984
- 『思考力を育てる国語教育』編著 明治図書出版 国語教育論双書 1987
- 『新学習指導要領指導内容系統表 小学校・中学校・高等学校 国語』編 明治図書出版 1990
- 『小学校国語科指導細案理解領域』小森茂共編 明治図書出版 1991
- 『小学校国語科指導細案　書写指導』小森茂共編 明治図書出版 1991
- 『小学校国語科指導細案楽しく書く作文の指導細案』小森茂共編 明治図書出版 1992
- 『小学校作文指導事典』八田洋弥共編著 教育出版 1993